# Шостаковский, Юлиан Антоний
Юлиан Антоний Шостаковский (пол. Julian Antoni Szostakowski; 1840 год, Витебская губерния, Российская империя — 13 (27) ноября 1871 год, Пермь, Российская империя) — католический священник, доктор богословия. Первый настоятель католического прихода в г. Перми 1864—1871 годах.

## Биография
Родился в 1840 году в семье бедных дворян в Витебской губернии.
Обучался в духовной семинарии в Минске, после окончания семинарии окончил курс Императорской римско-католической духовной академии  в Санкт-Петербурге, став доктором богословия.  После рукоположения был направлен в качестве  префекта в сельскохозяйственный институт в Горах-Горках Могилёвской губернии.  
В 1864 г. был приглашён в Пермь из-за пермской католической общины, которая обратилась около 1860-х годов в Министерство внутренних дел с просьбой прислать в Пермь священника. В итоге власти удовлетворили просьбу граждан, направив священника спустя четыре года, найдя правовое обоснование,  как капеллана, и отец Антоний Шостаковский фактически стал пермским настоятелем. Через несколько лет благодаря своим усилиям он добился разрешения на строительство храма. 
Сам католический храм  был построен в 1875 году, отец Антоний Шостаковский умер до завершения постройки в 1871 году в возрасте 31 года. Освящён храм  был в честь Успения Девы Марии (впоследствии - Храм Непорочного Зачатия Пресвятой Девы Марии (Пермь)), являлся в Российской империи местом поклонения Святому Антонию. На тот момент при нём числилось около 1 тысячи прихожан (1350 чел.). Необходимость постройки храма была обусловлена расположением центра католической общины в губернском центре  всей огромной по территории Пермской губернии - городе Перми. 
Во время пастырского служения отца Антония Шостаковского велись метрические книги, по содержанию которых можно сделать выводы, что священник для совершения треб побывал во всех уездных городах Пермской губернии, особенно часто бывал в таких городах, как Кунгур, Соликамск, Оса, Оханск.
Доктор богословия, отец Антоний Шостаковский ушёл из жизни 13 ноября 1871 года по причине заражения тифом после посещения больного в госпитале 8 ноября 1871 года. Похоронен в Перми на Егошихинском кладбище.

## Эпитафия
На надгробной плите могилы о.Антония помещена эпитафия на латыни - единственная на Егошихинском кладбище. Понимая своё ухудшающееся состояние, - отец боролся с тифом в течение пяти дней после посещения больного в госпитале 8 ноября 1871 года, - священник собственноручно составил текст и завещал разместить его на плите. Эпитафия составлена на грамотной латыни, что говорит о высоком уровне владения ею. Из текста эпитафии следуют подробности, которые отсутствуют в биографических справках о священнике.
Оригинальный текст эпитафии (расшифрован и переведён А.Ю.Братухиным и Я.А.Шавриным): 
D.O.M.
Hic jacet pecator Julius Antonius Szostakowski R.C.E sacerdos Curatus Permiensis. Mortuus est anno Dni 1871 die 13 Novembris.
Credo quod Redemtor meus vivit et in no[v]issimo die resurectu rus sum. 
Deus propitius esto mihi pecatori. 
Viator ora pro me. Hodie mihi, cras tibi.

Богу Всеблагому и Величайшему
Здесь лежит грешник Юлий Антоний Шостаковский, священник Р-.К. Ц.[еркви], Курат (Настоятель) Пермский. 
Умер лета Господня 1871, 13 дня ноября. 
Верю, что Искупитель мой живёт, и в последний день я воскресну. 
Боже, будь милостив ко мне, грешнику. 
Путник, молись за меня. Сегодня за меня, завтра -за тебя.